# ميلتون فينغ
ميلتون فينغ (بالإنجليزية: Milton Feng)‏ هو مهندس أمريكي، ولد في 1950 في تايوان.